# 19. etape af Tour de France 2009
Nittende etape af Tour de France 2009 blev kørt fredag d. 24. juli og gik fra Bourgoin-Jallieu til Aubenas.
Ruten var 178 km lang.
- Etape: 19
- Dato: 24. juli
- Længde: 178 km
- Danske resultater:

58. Chris Anker Sørensen + 2.01
59. Nicki Sørensen + 2.01
73. Brian Vandborg + 2.01
- Gennemsnitshastighed: 46,3 km/t

## Point- og bjergspurter

### 1. sprint (Le Rival)
Efter 33 km
| Vinder | Leonardo Duque   | 6p |
| 2.     | Nicolas Roche    | 4p |
| 3.     | Sylvain Chavanel | 2p |

### 2. sprint (Saint-Julien-en-Saint-Alban)
Efter 141 km
| Vinder | Leonardo Duque      | 6p |
| 2.     | José Iván Gutiérrez | 4p |
| 3.     | José Luis Arrieta   | 2p |

### 1. bjerg (Côte de Culin)
4. kategori stigning efter 6,5 km
| Plads | Navn           | Point |
| ----- | -------------- | ----- |
| 1.    | Thierry Hupond | 3     |
| 2.    | David Loosli   | 2     |
| 3.    | Egoi Martínez  | 1     |

### 2. bjerg (Côte de la forêt de Chambarans)
4. kategori stigning efter 40,5 km
| Plads | Navn              | Point |
| ----- | ----------------- | ----- |
| 1.    | Geoffroy Lequatre | 3     |
| 2.    | Nicolas Roche     | 2     |
| 3.    | Leonardo Duque    | 1     |

### 3. bjerg (Col de l'Escrinet)
2. kategori stigning efter 162 km
| Plads | Navn              | Point |
| ----- | ----------------- | ----- |
| 1.    | Alessandro Ballan | 10    |
| 2.    | Laurent Lefèvre   | 9     |
| 3.    | Egoi Martínez     | 8     |
| 4.    | Andy Schleck      | 7     |
| 5.    | Bradley Wiggins   | 6     |
| 6.    | Alberto Contador  | 5     |

## Udgåede ryttere
To ryttere røg uden for tidsgrænsen:
- 66  Alan Pérez fra Euskaltel-Euskadi
- 68  Amets Txurruka fra Euskaltel-Euskadi

## Resultatliste
|    | Navn                | Land        | Hold               | Tid     |
| -- | ------------------- | ----------- | ------------------ | ------- |
| 1  | Mark Cavendish      | Isle of Man | Team Columbia-HTC  | 3:50:35 |
| 2  | Thor Hushovd        | Norge       | Cervélo TestTeam   | + 0     |
| 3  | Gerald Ciolek       | Tyskland    | Team Milram        | + 0     |
| 4  | Greg Van Avermaet   | Belgien     | Silence-Lotto      | + 0     |
| 5  | Óscar Freire        | Spanien     | Rabobank           | + 0     |
| 6  | Jérôme Pineau       | Frankrig    | Quick Step         | + 0     |
| 7  | Fumiyuki Beppu      | Japan       | Skil-Shimano       | + 0     |
| 8  | Nicolas Roche       | Irland      | Ag2r-La Mondiale   | + 0     |
| 9  | Christophe Le Mével | Frankrig    | Française des Jeux | + 0     |
| 10 | Martijn Maaskant    | Holland     | Garmin-Slipstream  | + 0     |
| 11 | Geoffroy Lequatre   | Frankrig    | Agritubel          | + 0     |
| 12 | Lance Armstrong     | USA         | Astana Pro Team    | + 0     |
| 13 | Sergej Ivanov       | Rusland     | Team Katusha       | + 0.04  |
| 14 | Bradley Wiggins     | England     | Garmin-Slipstream  | + 0.04  |
| 15 | Andy Schleck        | Luxembourg  | Team Saxo Bank     | + 0.04  |

## Eksternt link
- Etapeside Arkiveret 7. juli 2009 hos  Wayback Machine på Letour.fr Arkiveret 28. februar 2011 hos  Wayback Machine (fransk) (engelsk) (tysk) (spansk)